# Scatman (Ski-Ba-Bop-Ba-Dop-Bop)
Scatman (Ski-Ba-Bop-Ba-Dop-Bop) is een nummer van de Amerikaanse muzikant Scatman John. Het is de eerste single van zijn debuutalbum Scatman's World uit 1995. Het idee achter dit nummer was om stotterende kinderen te inspireren hun angst om te stotteren te overwinnen. Op 30 november 1994 werd het nummer oorspronkelijk alleen in de VS en Canada op single uitgebracht en in maart 1995 als remix heruitgebracht in Europa,   Australië, Nieuw-Zeeland en Japan.

## Achtergrond
De single werd na de remix en heruitgave in maart 1995 wereldwijd een gigantische hit. In John's thuisland de VS werd door de oorspronkelijke versie in het najaar van 1994 slechts de 60e positie behaald in de de Billboard Hot 100. In Canada werd de 84e positie behaald, in Japan de 36e.
In veel Europese landen werd de single in het voorjaar van 1995 een nummer 1-hit, evenals in de Eurochart Hot 100. In het Verenigd Koninkrijk werd de 3e positie behaald in de UK Singles Chart.
In Nederland was de single in week 15 van 1995 de 1307e Alarmschijf op destijds Radio 538 en werd een gigantische hit. De single bereikte de 2e positie in zowel de Nederlandse Top 40 op destijds Radio 538 als de publieke hitlijst; de Mega Top 50 op toen Radio 3FM.
In België bereikte de single de nummer 1-positie in zowel de Vlaamse Ultratop 50 als de Vlaamse Radio 2 Top 30 en de Waalse Ultratop 50.

## Tracklijst
- 12"-vinylsingle

1. "Scatman" (Pech Remix) – 4:53
2. "Scatman" (Second Level Remix) – 5:41
3. "Scatman" (Arena Di Verona Mix) – 5:59
4. "Scatman" (Extended Radio Mix) – 5:06

- Cd-single

1. "Scatman" (Basic Radio) – 3:30
2. "Scatman" (Pech Remix) – 4:55
3. "Scatman" (Arena Di Verona Mix) – 6:04
4. "Scatman" (Third Level Mix) – 5:46

- Cd maxi

1. "Scatman" (Basic Radio) – 3:30
2. "Scatman" (Jazz Level) – 3:41
3. "Scatman" (Second Level) – 5:40
4. "Scatman" (Third Level) – 5:46
5. "Scatman" (Game Over Jazz) – 5:03

- Cd maxi 2

1. "Scatman" (New Radio Edit) – 3:21
2. "Scatman" (Pech Remix) – 4:55
3. "Scatman" (Arena Di Verona Mix) – 6:04
4. "Scatman" (Extended Radio Version) – 5:11